# Malaspina-Palagonia
Malaspina-Palagonia è l'ottavo quartiere di Palermo.
Il quartiere è compreso nell'VIII Circoscrizione.
In origine erano due quartieri separati, ma l'alta integrazione dell'area ha reso possibile l'unione.
Il nome Malaspina deriva dall'omonimo carcere minorile, ora centro di recupero giovanile, presente nell'area, noto anche per il film drammatico girato al suo interno, Mery per sempre, dove veniva chiamato con il nome di Rosaspina.
Il nome Palagonia deriva da una via che lo attraversa, via principe di Palagonia, ma soprattutto alla settecentesca Villa Palagonia sede del C.G.M. (Centro Giustizia Minorile per la Sicilia) che affaccia il suo prospetto sulla stessa via. Del monumento restano ben conservati il piano nobile con le sale affreschate da Vito D'Anna e Gaspare Fumagalli e più tardi da Aloysio Borremans, il doppio scalone monumentale interno ed il cortile con giardino all'italiana. Attualmente la villa è in fase di restauro.
Il quartiere, di natura residenziale, deve la sua costruzione alla grande espansione urbanistica della città avvenuta negli anni 1960 e soprattutto 1970.

## Confini
- A nord con il quartiere Resuttana-San Lorenzo
- A ovest con il quartiere Uditore-Passo di Rigano
- A est con il quartiere Libertà
- A sud con il quartiere Noce